# 363623 Chelčický
363623 Chelčický è un asteroide della fascia principale. Scoperto nel 2004, presenta un'orbita caratterizzata da un semiasse maggiore pari a 2,9014587 UA e da un'eccentricità di 0,2199620, inclinata di 11,10906° rispetto all'eclittica.